# Rocquigny (Ardennes)
Rocquigny település Franciaországban, Ardennes megyében. Lakosainak száma 652 fő (2022. január 1.). Rocquigny Grandrieux, Raillimont, Résigny, Rouvroy-sur-Serre, Chaumont-Porcien, Le Fréty, La Romagne, Rubigny, Saint-Jean-aux-Bois és Vaux-lès-Rubigny községekkel határos.

## Népesség
A település népessége az elmúlt években az alábbi módon változott:
| Lakosok száma | 541  | 854  | 775  | 748  | 669  | 682  | 686  | 682  | 672  | 652  |
|               | 1968 | 1982 | 1990 | 2006 | 2013 | 2015 | 2017 | 2019 | 2020 | 2022 |